# Ван Кейрсбулк, Гийом
Гийом Ван Кейрсбулк (нидерл. Guillaume Van Keirsbulck; род. 14 февраля 1991 в Руселаре, Бельгия) — бельгийский профессиональный шоссейный велогонщик, выступающий с 2019 года за команду «CCC Team». Внук чемпиона мира Бенони Бехейта.

## Достижения
2009
1-й Париж — Рубе (юниоры)
2010
Чемпионат Бельгии
3-й  Индивидуальная гонка U23
2011
1-й Омлоп ван хет Хаутланд
1-й Гран-при Брика Схотте
3-й Гран-при Ефа Схеренса
4-й Ле-Самен
7-й Халле — Ингойгем
2012
4-й Тур де Еврометрополь
1-й  Молодёжная классификация
2013
1-й Этап 1 (КГ) Тиррено — Адриатико
8-й Хейстсе Пейл
9-й Три дня Де-Панне
2014
1-й  Три дня Де-Панне
1-й Этап 7 Энеко Тур
1-й Гран-при Жан-Пьера Монсере
2-й Три дня Западной Фландрии
1-й  Молодёжная классификация
1-й Этап 2
7-й Тур Катара
1-й  Молодёжная классификация
7-й Кюрне — Брюссель — Кюрне
2015
5-й Дварс дор Фландерен
8-й Тур Зеландии
2017
1-й Ле-Самен
5-й Дварс дор Вест-Фландерен
Красный номер Этап 4 Тур де Франс
2018
1-й Антверп Порт Эпик
6-й Три дня Западной Фландрии

## Статистика выступлений

### Гранд-туры
| Гонка           | 2017 | 2018 |
| --------------- | ---- | ---- |
| Джиро д'Италия  | —    | —    |
| Тур де Франс    | 147  | 123  |
| Вуэльта Испании | —    | —    |

| — | Не участвовал |